# 809 Armeński Batalion Piechoty
809 Armeński Batalion Piechoty (niem. Armenische Infanterie-Bataillon 809) – kolaboracyjny ochotniczy oddział wojskowy złożony z Ormian podczas II wojny światowej.

## Sformowanie
Został sformowany rozkazem z 29 sierpnia 1942 r. w obozach w Puławach i Radomiu. W jego skład wchodzili głównie b. jeńcy wojenni z Armii Czerwonej, ale też nieduża ilość emigrantów z Niemiec i Francji. Na czele batalionu stanął Niemiec kpt. Hermann Becker. Początkowo Ormianie byli umundurowani w uniformy armii francuskiej i belgijskiej. Uzbrojenie było niemieckie i zdobyczne sowieckie (38 lekkich karabinów maszynowych, 12 ciężkich karabinów maszynowych, 9 karabinów przeciwpancernych, 6 rusznic przeciwpancernych, 3 działka przeciwpancerne). Batalion składał się z pięciu kompanii. W jego składzie został też utworzony specjalny pododdział "S", przeznaczony do niszczenia wrogich fortyfikacji. Na pocz. października batalion wizytował Drastamat Kanajan wraz z 3 niemieckimi generałami. Po przysiędze na wierność Adolfowi Hitlerowi Ormianie odbyli uroczystą paradę przed gośćmi. Krótko potem otrzymali niemieckie mundury. 

## Działania zbrojne
W poł. października, po 2-miesięcznym przeszkoleniu wojskowym i ideologicznym, batalion poprzez Homel-Charków-Rostów nad Donem-Tichorieck-Armawir przybył na front wschodni do Piatigorska na północnym Kaukazie. Liczył 913 Ormian i 45 Niemców. Podporządkowano go niemieckiej 13 Dywizji Pancernej 1 Armii Pancernej. Ormianie początkowo ochraniali sztab 1 Armii Pancernej. Od 18 listopada walczyli z partyzantami w rejonie Nalczyka i Mozdoka. Wykazali się wysokim duchem bojowym. W odróżnieniu od bratniego 808 Armeńskiego Batalionu Piechoty dezercji prawie nie było. Batalion został wymieniony w rozkazie szefa sztabu Grupy Armii "A" gen. Hansa von Greiffenberga. 
W poł. listopada batalion trafił na linię frontu. W toku walk armeńscy oficerowie zastąpili niemieckich w dowodzeniu kompaniami. Batalion na wniosek Armeńskiego Komitetu Narodowego otrzymał przydomek "Zejtun", który pojawił się też na jego sztandarze. Ormianie ponieśli wysokie straty bojowe. Po odwrocie Niemców z północnego Kaukazu na początku 1943 r., Ormianie walczyli na Kubaniu, a następnie na Półwyspie Kerczeńskim. Za odwagę i męstwo Ormianie dostali oficjalne podziękowania od feldmarszałka Ewalda von Kleista i gen. Ernsta Köstringa. Wielu żołnierzy zostało odznaczonych m.in. Żelaznymi Krzyżami. Pod koniec lutego batalion koleją został odesłany do Chersonia, gdzie prowadził działania ochronne. 25 kwietnia powrócił do Puław na odpoczynek i uzupełnienia. Dołączyło do niego ok. 300 nowych żołnierzy. Otrzymał nowszą broń i umundurowanie. W poł. sierpnia batalion wysłano na okupowaną Ukrainę, gdzie w rejonie Równego walczył z partyzantami. Ormianie ponownie ponieśli duże straty. 
W poł. października 1943 r. batalion przetransportowano do okupowanej Belgii. Liczył ok. 800 żołnierzy. Pełnił w składzie 171 Rezerwowej Dywizji Piechoty zadania wartownicze na Wale Atlantyckim. Morale Ormian silnie spadło. Na pocz. stycznia 1944 r. zostali przeniesieni do Holandii. Batalion przekształcono w III Batalion (809 Armeński Batalion Piechoty) 128 Pułku Grenadierów. W sierpniu trafił do północnej Francji, gdzie wszedł w skład 48 Dywizji Piechoty. W ciężkich walkach został zniszczony przez wojska alianckie na północ od Paryża. Około 100 Ormian trafiło do niewoli. Nieliczni zdołali wycofać się wraz z Niemcami do Rzeszy. Po zakończeniu wojny wszyscy Ormianie zostali przekazani Sowietom.

## Skład organizacyjny
Początek września 1942 r.
- dowódca - kpt. Hermann Becker
- 1 kompania piechoty - d-ca por. Karl Ekkhold
- 2 kompania piechoty - d-ca por. Wilfred Bunz
- 3 kompania piechoty - d-ca por. Gerhard Petri
- 4 kompania karabinów maszynowych - d-ca por. Fritz Witte
- 1 polowy pododdział saperów - d-ca ppor. Atojan Wazgen
- 2 pododdział saperów - d-ca ppor. Donojan Serge
- 3 pododdział łączności - d-ca ppor. Markarjan Karapet
- 4 pododdział przeciwpancerny - d-ca st. sierż. Mirzojan Andranik
- pododdział specjalny "S" - d-ca Sonderfuhrer Jakob Czelajew